# بوب ميرفي (صحفي رياضي)
بوب ميرفي (بالإنجليزية: Bob Murphy) هو صحفي رياضي أمريكي، ولد في 19 سبتمبر 1924، وتوفي في 3 أغسطس 2004 بسبب سرطان الرئة.